# Hydriastele dransfieldii
Hydriastele dransfieldii là loài thực vật có hoa thuộc họ Arecaceae. Loài này được (Hambali & al.) W.J.Baker & Loo mô tả khoa học đầu tiên năm 2004.